# Laguna Beach (Florida)
Laguna Beach es un lugar designado por el censo ubicado en el condado de Bay en el estado estadounidense de Florida. En el Censo de 2010 tenía una población de 3.932 habitantes y una densidad poblacional de 576,59 personas por km².

## Geografía
Laguna Beach se encuentra ubicado en las coordenadas 30°15′20″N 85°57′11″O / 30.25556, -85.95306. Según la Oficina del Censo de los Estados Unidos, Laguna Beach tiene una superficie total de 6.82 km², de la cual 6.24 km² corresponden a tierra firme y (8.51%) 0.58 km² es agua.

## Demografía
Según el censo de 2010, había 3.932 personas residiendo en Laguna Beach. La densidad de población era de 576,59 hab./km². De los 3.932 habitantes, Laguna Beach estaba compuesto por el 91.84% blancos, el 1.12% eran afroamericanos, el 1.25% eran amerindios, el 0.76% eran asiáticos, el 0.05% eran isleños del Pacífico, el 2.26% eran de otras razas y el 2.72% pertenecían a dos o más razas. Del total de la población el 5.8% eran hispanos o latinos de cualquier raza.